# Trapezites atkinsi
The Speckled Orchre Skipper (Trapezites atkinsi) là một loài bướm ngày thuộc họ Bướm nhảy. Nó được tìm thấy dọc theo bờ biển tây nam của Tây Úc.
Ấu trùng ăn Acanthocarpus preissii.